# Walsen (mechanica)

Animatie van het walsen van een kogellager

Walsen is een werktuigbouwkundig begrip waarmee bedoeld wordt dat een roterend cilindervormig lichaam beweegt ('kruipt') ten opzichte van het gat waarin het ronddraait wanneer er te veel speling tussen beide is (dus wanneer de omtrek van de twee ongelijk is).
Walsen kan optreden bij lagerconstructies. Door speling tussen de lagerelementen zullen deze bij een verkeerd gekozen passing ten opzichte van elkaar gaan bewegen. Hierdoor ontstaan beschadigingen die de speling tussen de onderdelen vergroten. Met als gevolg een verhoogde warmteontwikkeling, vibratie en passingsroest. Uiteindelijk leidt dit tot lageruitval.
Lagers bestaan meestal uit een binnenring, een buitenring met daartussenin een rotatie-element (een kogel, cilinder of kegel). Om in de constructie voldoende draagvermogen te kunnen overbrengen, dienen de lagerringen (buiten en binnen) voldoende ondersteund te worden. Bij het monteren van het lager is het belangrijk om voldoende speling tussen de as en het lagerhuis en het lager te hebben. Dus enerzijds dient er geen speling tussen het lager en de as en het lagerhuis aanwezig te zijn (om de noodzakelijke krachten over te brengen), terwijl anderzijds (voor de montage) een grote speling gewenst is. Deze contradictie is er de oorzaak van dat veel lagerconstructies foutief uitgelegd zijn. Bij de keuze van de passing moet rekening worden gehouden met het optredende krachtenspel in de constructie. Dit krachtenspel, ook wel genaamd de rotatieverhoudingen, is bepalend voor de soort passing.

## Begrippen
In een lagerconstructie kunnen de navolgende belastingsituaties optreden.
- Roterende belasting. Er is sprake van een roterende belasting als de ring roteert en de belasting stilstaat of als de ring stilstaat en de belasting roteert (zie de animatie). Gedurende een omwenteling wordt ieder punt van de loopbaan eenmaal belast. Bij een roterende belasting walst (kruipt) een lagerring wanneer deze met een losse passing is gemonteerd op zijn zitting. Na één omwenteling zal de lagerring, ten opzichte van het lagerhuis, het lengteverschil van de omtrekken verplaatsen. Zo zal bij een passingverschil van 1 µm (0,000.001 m) de verplaatsing 3,14 µm zijn. Deze minieme verplaatsing is er de oorzaak van dat het lager beschadigt. Ook ontstaat hierdoor passingroest. Door het toepassen van een voldoende vaste passing wordt dit voorkomen.
- Stilstaande belasting. Er is sprake van een stilstaande belasting als zowel de ring als de belasting stilstaat of indien de ring en de belasting met hetzelfde toerental roteren. De belasting is dus steeds naar hetzelfde punt van de loopbaan gericht. Bij een stilstaande belasting walst een lagerring normaal niet op zijn zitting. Een vaste passing is dus niet noodzakelijk, tenzij dit om andere redenen gewenst is. Deze belastingssituatie komt het vaakst voor.
- Onbepaalde belasting. Bij een onbepaalde belasting zijn de belastingsituaties wisselend. Dit treedt op bij stoten, trillingen of onbalans. Hier dienen beide lagerringen een vaste passing te hebben. Hier bestaat het gevaar dat de wentellichamen in de buiten- en/of binnenring worden gedrukt. Om dit voorkomen, kunnen lagers met een grotere beginspeling worden toegepast.